# Huron County (Ontario)
Huron County ist ein County im Südwesten der kanadischen Provinz Ontario. Der County Seat ist Goderich. Die Einwohnerzahl beträgt 59.297 (Stand: 2016), die Fläche 3399,27 km², was einer Bevölkerungsdichte von 17,4 Einwohnern je km² entspricht. Das County ist nach dem Huronsee benannt und liegt an dessen Ostufer.
Mit dem Point Farms Provincial Park liegt einer der Provincial Parks in Ontario im Bezirk. 
|                | Bruce County                                | Wellington County |
| Huronsee       | Kompassrose, die auf Nachbargemeinden zeigt | Perth County      |
| Lambton County | Middlesex County                            |                   |

## Administrative Gliederung

### Städte und Gemeinden
| Ort                        | Status       | Bevölkerung (2016) |
| -------------------------- | ------------ | ------------------ |
| Ashfield-Colborne-Wawanosh | Township     | 5.422              |
| Bluewater                  | Municipality | 7.136              |
| Central Huron              | Municipality | 7.576              |
| Goderich                   | Town         | 7.628              |
| Howick                     | Municipality | 3.873              |
| Huron East                 | Municipality | 9.138              |
| Morris-Turnberry           | Municipality | 3.496              |
| North Huron                | Township     | 4.932              |
| South Huron                | Municipality | 10.096             |

### Gemeindefreie Gebiete
Im Bezirk finden sich keine gemeindefreien Gebiete.

### Indianerreservationen
Im Bezirk finden sich keine Indianerreservationen.